# Emosion Bèlè 2 - Hommage à Ti-Emile
Albums de Edmond Mondésir
Emosion Bèlè - Les chants du père, la musique du fils
(2006) Sé Pou La Viktwa Nou Ka Alé
(2009)
Emosion Bèlè 2 - Hommage à Ti-Emile est le quatrième album solo de Edmond Mondésir sorti en 2008.
C'est la seconde collaboration avec Manuel Mondésir (son fils).
Pour cette nouvelle collaboration entre le père et le fils, ils ont rendu hommage à Ti-Émile (1925-1992) une des références majeures du bèlè. Les chants de Ti-Emile sont en effet des standards du répertoire traditionnel du bèlè et à l'occasion de cet album, Edmond et Manuel Mondésir ont fait tout un travail d'arrangement en bèlè moderne de ceux-ci.
L'album se découpe en deux parties : la première partie les chants de Ti-Emile en version bèlè moderne et la seconde reprend les chants en version traditionnelle (chant et chœur, tambour et ti bwa).

## Pistes
Bèlè Moderne
01. Mabèlo
02. Ti-Kanno
03. Beliya Manmay-La
04. O Jili-O
05. Djala
06. Man Pa Té La
07. Ansinel
08. Dépayé
09. Maframé
10. Vénézwel
Bèlè Traditionnel
11. Beliya Manmay-La
12. Djala
13. Man Pa Té La
14. Dépayé
15. Mabèlo